# Assedio di Battra
L'assedio di Battra (la moderna Balkh) durò dal 208 al 206 a.C. Fu condotto dai Seleucidi dopo che questi ebbero sconfitto i Greco-Battriani nella Battaglia dell'Ario.
I Seleucidi assediarono la capitale della Bactria fino a quando, a causa delle notizie provenienti dall'ovest dei suoi domini e della mancanza di progressi contro la città, il sovrano seleucide Antioco III negoziò un trattato di pace con il re greco-battriano Eutidemo e tolse l'assedio. Fu concordato che Antioco avrebbe riconosciuto Eutidemo come alleato, e diede in moglie una delle sue figlie a Demetrio, erede di Eutidemo.

## Assedio e pace
I greco-battriani erano stati recentemente sconfitti nella Battaglia dell'Ario da Antioco III. Dopo questa sconfitta, Eutidemo si ritirò a Zariaspa, un distretto di Battria. I greco-battriani riuscirono a resistere abbastanza a lungo contro Antioco, finché le sue fortune in Occidente non si deteriorarono.
Dopo due anni di assedio a Battra, le fortune di Antioco a ovest del suo impero si erano deteriorate al punto che decise di ritirarsi dall'assedio. Eutidemo inviò allora il figlio Demetrio come suo rappresentante per negoziare un trattato di pace. Colpito dal comportamento e dal portamento di Demetrio, considerato degno di un membro della famiglia reale, Antioco gli offrì una delle sue figlie e accettò un trattato di pace.
Come parte del trattato di pace, Eutidemo diede ad Antioco degli elefanti che Antioco, insieme ai suoi, potrebbe aver usato nella battaglia di Magnesia.